# Dodge Monaco (1966–1968)
Der Dodge Monaco der Modelljahre 1966 bis 1968 ist ein Full-Size-Automobil, das der US-amerikanische Chrysler-Konzern vor allem auf nordamerikanischen Märkten unter der Marke Dodge verkaufte. Diese Baureihe ist die zweite von insgesamt sechs Generationen der Monaco-Familie. Sie ist eng mit dem zeitgenössischen Dodge Polara verwandt.

## Entstehungsgeschichte
Der erste Dodge Monaco war 1965 auf den Markt gekommen. Er war ein Personal Luxury Coupé auf der Basis der Full-Size-Modelle Dodge Polara und 880 Custom. Das Modell sollte ein Konkurrent des erfolgreichen Pontiac Grand Prix sein.  Der ausschließlich als geschlossener Zweitürer erhältliche Monaco war in diesem Jahr das teuerste Modell im Dodge-Programm.
1966 strukturierte Dodge seine Full-Size-Palette um. Der Polara blieb das Einsteigermodell im Full-Size-Bereich; der besser ausgestattete und teurere 880 Custom wurde dagegen im Wege eines Badge-Shifting-Prozesses in Monaco umbenannt. Dodge versprach sich von der Umbenennung einen Imagetransfer vom exklusiven Sportcoupé auf die unspektakulären Volumenmodelle. Das Personal Luxury Coupé blieb weiterhin im Programm und wurde parallel zum einfachen Monaco nunmehr als Monaco 500 verkauft.
Der Dodge Monaco der Modelljahre 1966 war wie der günstigere Polara als Hardtop-Coupé, viertürige Limousine mit oder ohne durchgehende B-Säule sowie als fünftüriger Kombi erhältlich. Technische Basis aller Monacos der Modelljahre 1966 bis 1968 war die neu eingeführte C-Plattform, auf der – mit zeitweiser Ausnahme der Spitzenmodelle der Marke Imperial – alle Full-Size-Modelle des Chrysler-Konzerns aufbauten.

## Die einzelnen Modelljahre

### 1966

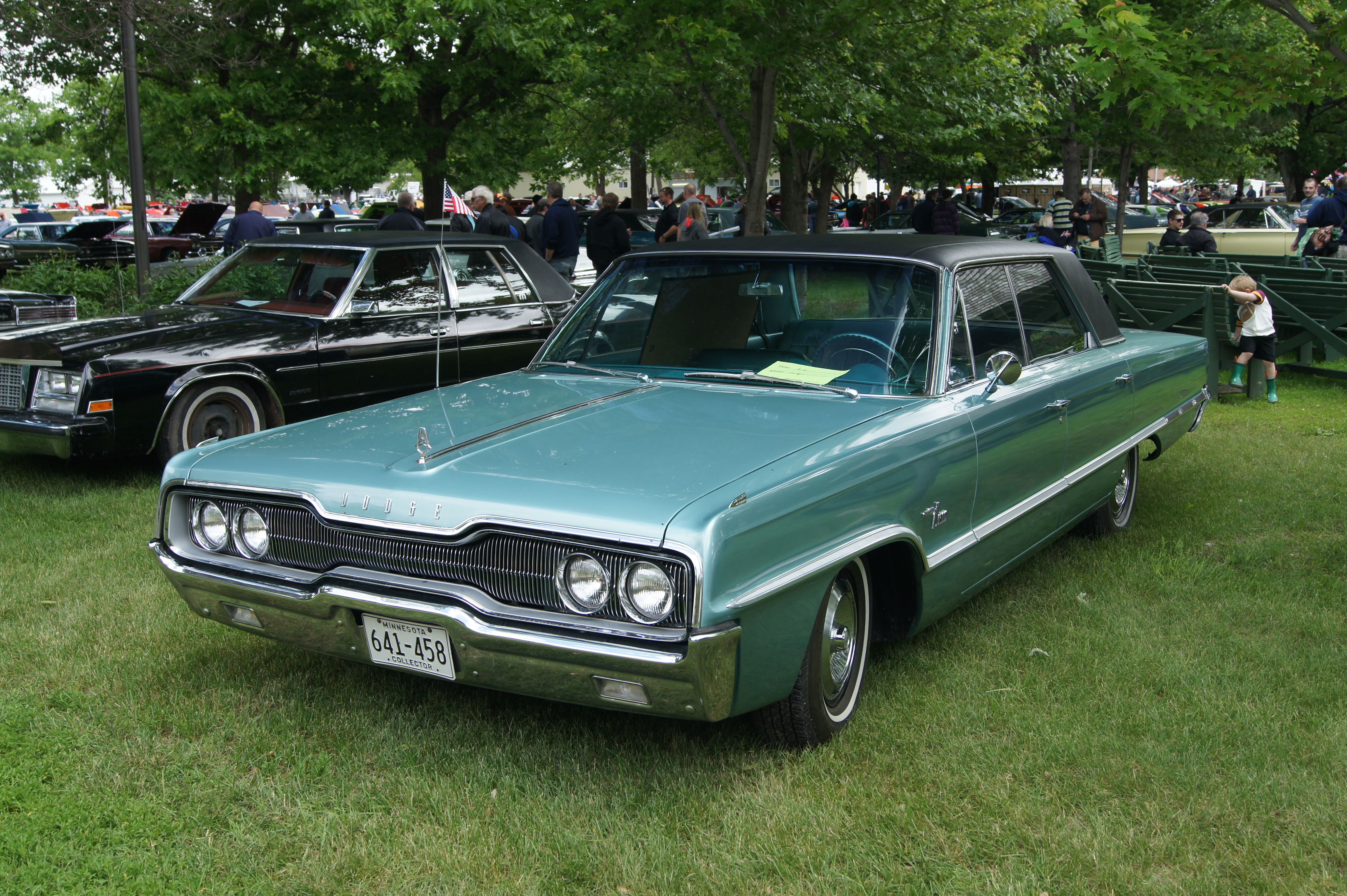
Dodge Monaco Hardtop Sedan (1966)

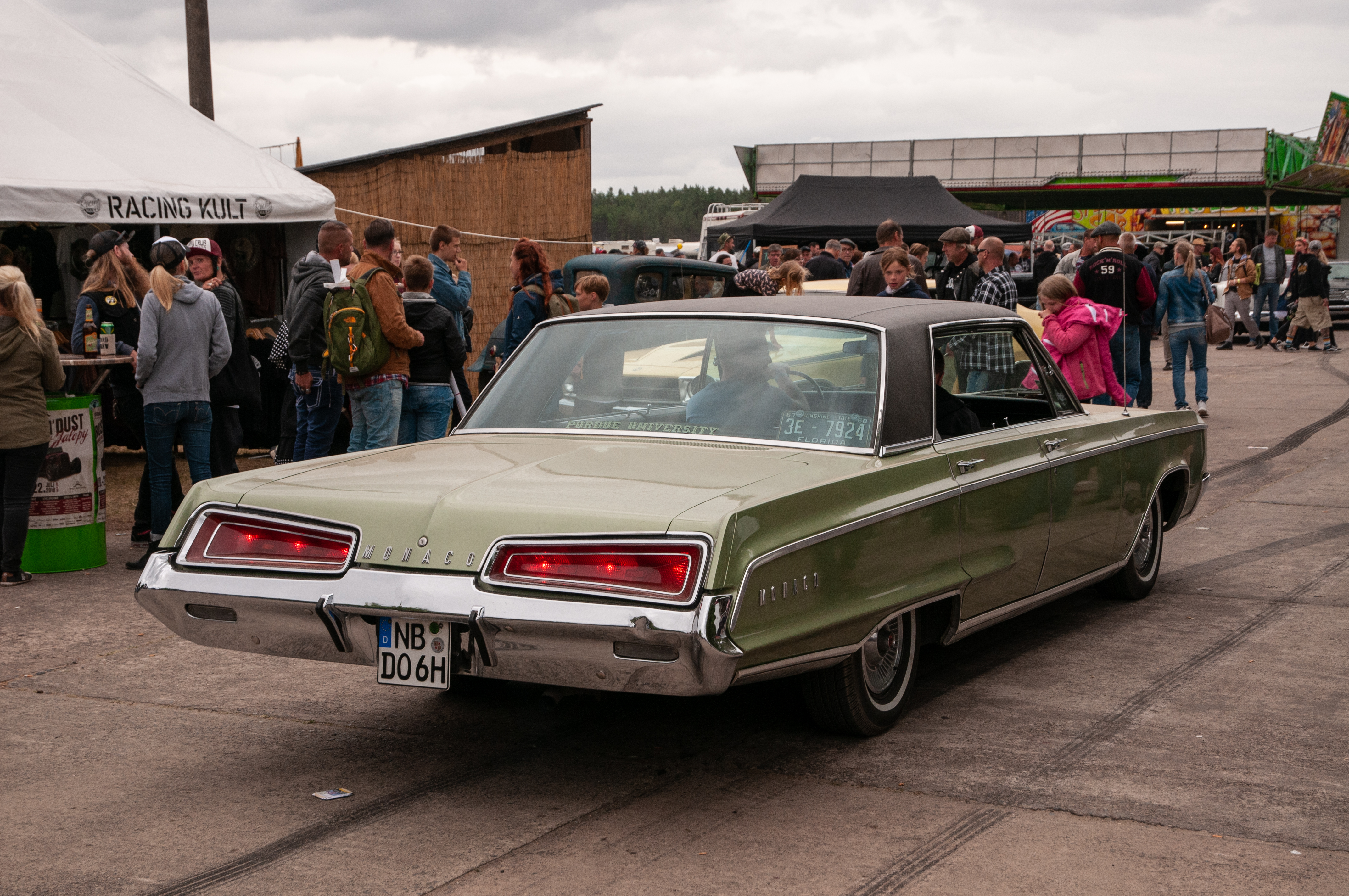
Dodge Monaco Hardtop Sedan (1967)

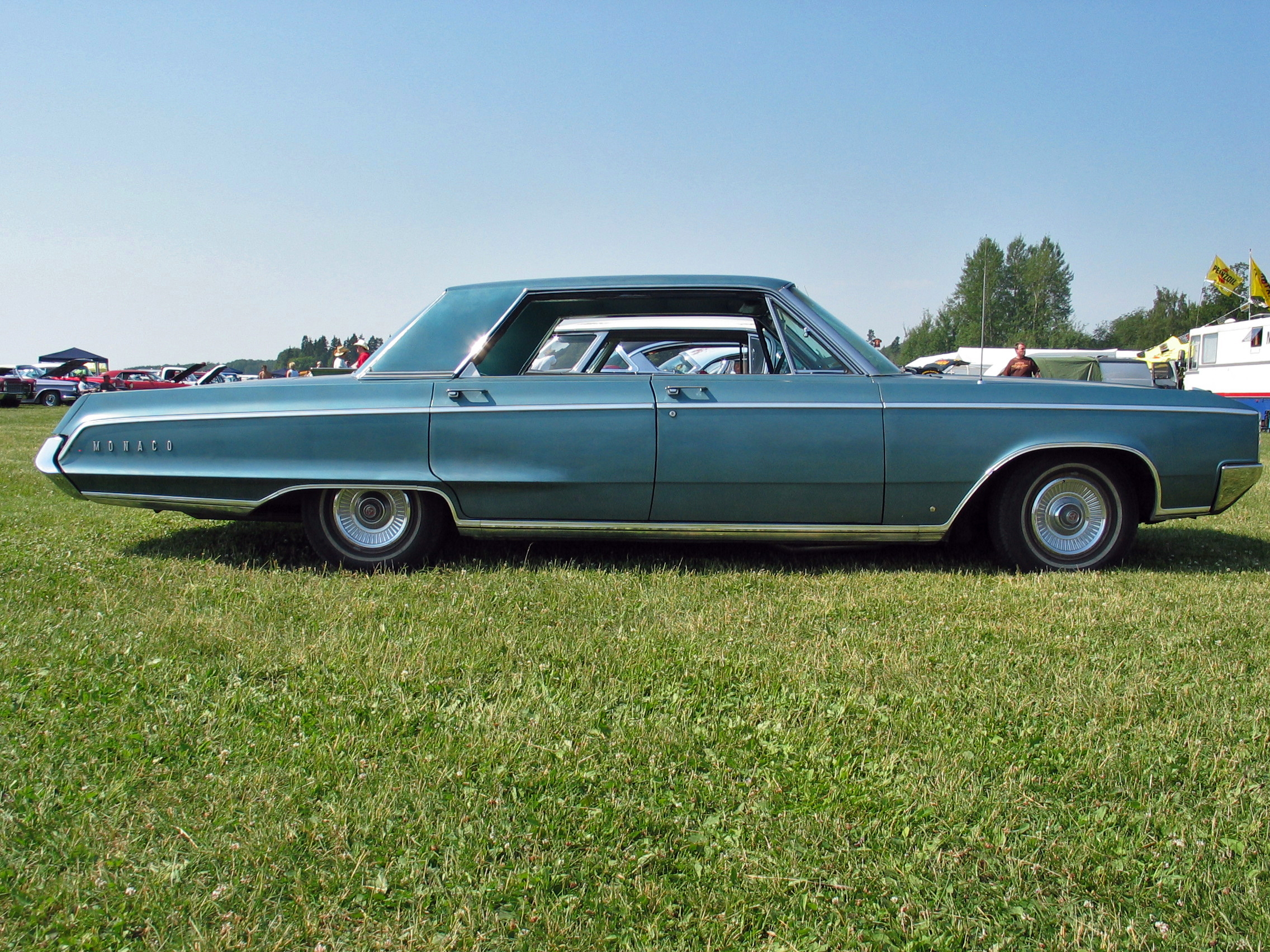
Dodge Monaco Hardtop Sedan (1968)

Zum Modelljahr 1966 strukturierte Dodge die Modellpalette neu. Der bisherige 880 Custom wurde eingestellt. An seine Stelle trat der Monaco, der nun auch als viertürige Limousine mit durchgehender B-Säule, als Hardtop-Limousine und Kombi mit zwei oder drei Sitzreihen angeboten wurde. Dazu kam neu der exklusive, nur als Coupé erhältliche Monaco 500, der die Rolle des bisherigen Monaco als Spitzenmodell innerhalb der Marke Dodge übernahm.
Im Vergleich zu 1965 änderte sich das Design nur geringfügig. Die Hantelform der Kühleröffnung war ausgeprägter als im Vorjahr. Des Weiteren wurden die vorderen Kotflügel neu gestaltet: Hier gab es jetzt eine zusätzliche Sicke, die von den Radläufen aus an die Wagenfront reichte. Eine entsprechende Gestaltung gab es auch beim Polara. Außerdem änderte sich die Frontmaske in Details.
An Motoren standen 1966 ein 6,3-Liter-V8 mit 270 oder 325 PS (letzterer im Monaco 500 Serie) sowie ein neuer Achtzylindermotor mit 7210 cm³ (440 cui) Hubraum und einer Leistung von 365 PS zur Verfügung.
Insgesamt entstanden 49.773 Monacos (ohne Monaco 500).

### 1967
Zum Modelljahr 1967 erhielt die Monaco-Reihe ebenso wie der Polara eine komplett neu gestaltete Karosserie. Die Flanken der Fahrzeuge wurden konturierter. Die Rückleuchten lagen über dem Stoßfänger und waren deutlich größer als in den bisherigen Jahrgängen. Sie waren zur Mitte hin leicht eingezogen. Die Verkleidung der Kühlluftöffnung war stark zerklüftet. Bei den Coupés erhielt die C-Säule eine dreieckige Form.
Als Antrieb war serienmäßig der bekannte 6,3-Liter-Achtzylindermotor mit einer Leistung von 270 SAE-PS erhältlich; gegen Aufpreis gab es eine 325 SAE-PS starke Version. Die leistungsstärkste Motorisierung war der 7,2 Liter große Motor mit einer Leistung von 350 SAE-PS.
In diesem Jahr baute Dodge 35.225 Monacos (ohne Monaco 500).

### 1968
Das Modelljahr 1968 war das letzte Jahr der ersten Monaco-Generation. Stilistisch gab es gegenüber dem Vorjahr nur geringe Änderungen. Die Verkleidung der Kühlluftöffnung wurde neu gestaltet: Sie bestand jetzt aus drei gleich großen Rechtecken. In die äußeren waren jeweils runde Doppelscheinwerfer eingelassen. Die Rückleuchten reichten nun über die gesamte Wagenbreite. Weiterhin waren Motoren mit 6,3 und 7,2 Liter Hubraum erhältlich. Die Leistung war im Vergleich zum Vorjahr gestiegen. Die Spanne reichte von 290 bis 375 SAE-PS.
Dodge baute in diesem Jahr 37.412 Monacos (ohne Monaco 500).